# Gíria sexual
Gírias sexuais são gírias utilizadas no cotidiano para designar qualquer coisa relacionada ao sexo e à relação sexual humana.
O hábito de colocar nomes nos órgãos sexuais ou em qualquer coisa relacionado ao sexo existe desde que o homem adquiriu algum tipo de cultura. Alguns nomes são repassados de pessoa para pessoa, e de geração para geração. As gírias sexuais fazem parte da cultura popular e são de natureza chula e coloquial.
Muitas vezes, utiliza-se um nome ou apelido substituto ao termo científico ou mais formal, justamente pelo constrangimento que o nome poderia causar, já que em algumas culturas ou religiões a sexualidade é reprimida, sendo às vezes esses termos considerados ofensas graves. Em outros casos, a intenção é tornar o nome ainda mais agressivo ou pejorativo, para ofender, agredir ou insultar propositalmente. Ainda, outras vezes, a ideia seria usar um nome engraçado, para descontrair uma situação potencialmente constrangedora. Alguns termos, por serem comuns com outros significados, só fazem sentido dependendo do contexto envolvido.
Alguns nomes têm a origem evidente, outros são parte de alguma cultura local ou parte de algum histórico ou eventos não necessariamente identificados. Alguns são meros trocadilhos e outros apenas alguma provocação, sátira ou piada com conotação sexual. A origem de, ou algumas gírias em si, podem ter conotação preconceituosa e eticamente inadequada. Outras são consideradas apenas "politicamente incorretas".